# Park Narodowy Mbam i Djérem
Park Narodowy Mbam i Djérem (fr. Parc national du Mbam et Djerem) – park narodowy położony w centralnej części Kamerunu, zajmujący powierzchnię około 4165 km². Park został utworzony 6 stycznia 2000.

## Geografia
Park leży na obszarach trzech regionów: Adamawa, Centralnym oraz Wschodnim, położony jest na południowych stokach płaskowyżu Adamawa rozciągając się na wysokościach od 600 – 900 m n.p.m.. Obszar parku to głównie nizinne lasy tropikalne oraz sawanna drzewiasta. Przez park przepływa uchodząca do Atlantyku rzeka Sanaga oraz rzeka Mekie. Od 40-50% terenów parku jest obecnie zalesionych, średnia roczna suma opadów wynosi około 1500 mm z czego najwięcej w okresie od kwietnia do października. Około 30 tysięcy ludzi zamieszkuje pobliskie tereny parku.

## Fauna

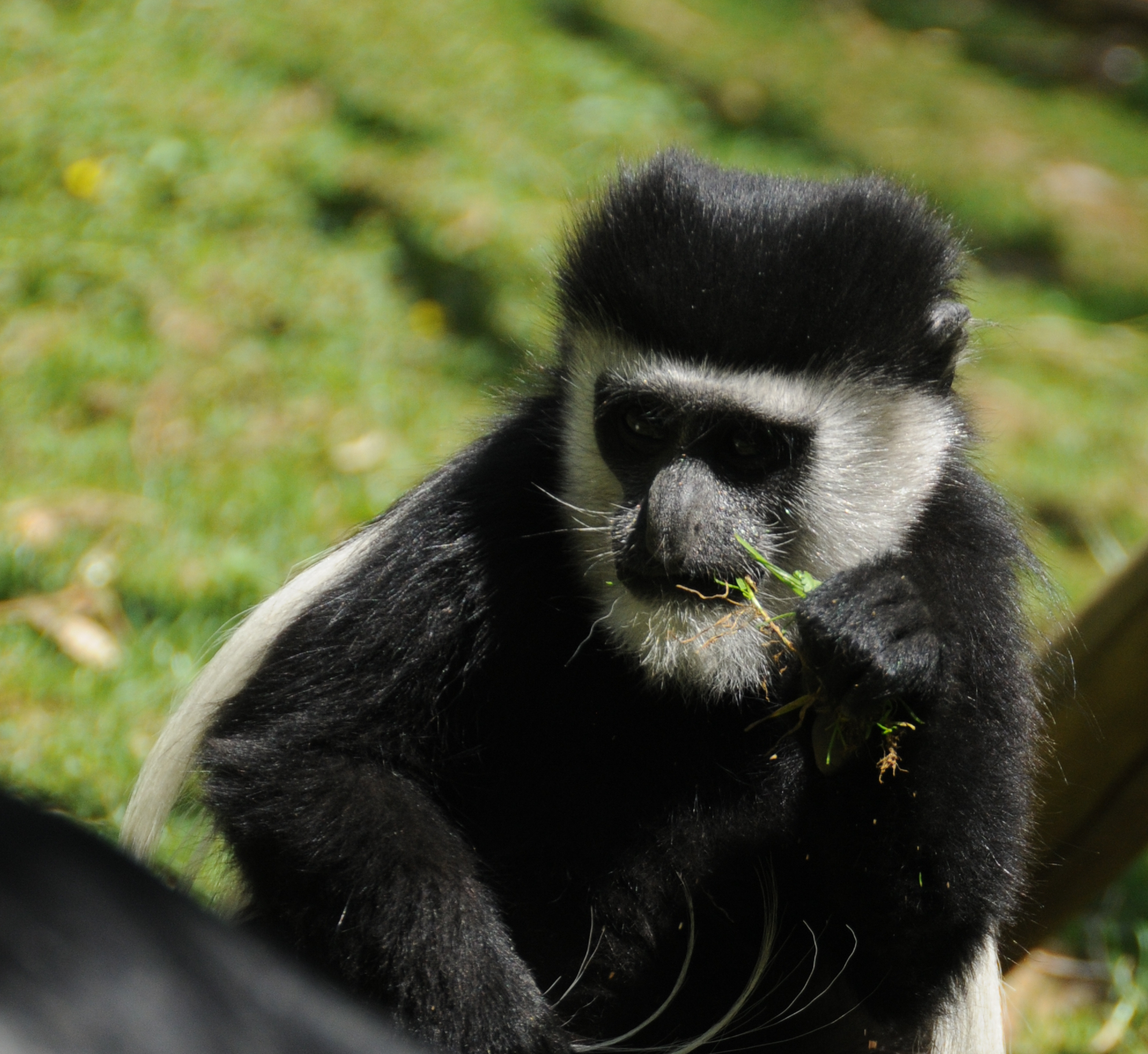
Gereza abisyńska zamieszkująca tereny parku

Teren parku zamieszkuje ponad 60 gatunków ssaków, około 400 gatunków ptaków, 65 gatunków gadów i 30 gatunków ryb. Z ssaków należy wyróżnić słonie, lwy afrykańskie, hieny cętkowane, szympansy, gerezy abisyńskie, pawiany anubis czy bawoły afrykańskie. W ostatnim okresie zaobserwowano również Miopithecus ogouensis z rodzaju Miopithecus.
Z ptaków można tu wyróżnić między innymi takie gatunki jak: frankolin czarnogardły, gwinejka, pustułka rdzawa, krogulec rdzawoboczny, Sarothrura pulchra, Vanellus superciliosus, gołąb kongijski, Eurystomus gularis, Rhaphidura sabini, turak zielonoczuby, Apalis bamendae, wąsalik czy ptaki z rodzaju Pogoniulus i Malimbus.

## Zagrożenia
Głównym zagrożeniem dla zwierząt parku są tu polowania mieszkańców zamieszkujących pobliskie rejony w celu pozyskania mięsa, które potem trafia na lokalne bazary. Dodatkowo, w porze suchej lokalni mieszkańcy wyprowadzają bydło na obszary sawanny w celu poszukiwania wody dla swoich zwierząt.